# Teodor Szemelowski
Teodor Szemelowski (1. března 1813 Drohobyč – 31. října 1871 Sambir) byl rakouský politik polské národnosti z Haliče, v 60. letech 19. století poslanec rakouské Říšské rady, starosta Sambiru.

## Biografie
Působil jako starosta Sambiru. V 60. letech se s obnovou ústavního systému vlády zapojil i do vysoké politiky. V zemských volbách roku 1861 byl zvolen na Haličský zemský sněm, kde zastupoval kurii městskou, obvod Sambir.
Působil také coby poslanec Říšské rady (celostátního parlamentu Rakouského císařství), kam ho delegoval Haličský zemský sněm roku 1861 (Říšská rada tehdy ještě byla volena nepřímo, coby sbor delegátů zemských sněmů). 11. května 1861 složil slib. V rejstříku poslanců pro zasedání Říšské rady po roce 1863 uveden není. V rejstříku pro zasedání od roku 1864 je opětovně uveden.
V době svého parlamentního působení se uvádí jako Dr. Theodor Szemelowski, advokát v Sambiru.
Byl bezdětný. Zemřel v říjnu 1871. Během soudního jednání ho postihl záchvat mrtvice, zkolaboval a za několik hodin zemřel.